# KAORI
KAORI.（日语：かおり，1976年2月28日—）是日本女性聲優、歌手。於神奈川縣横濱市出生。在2001年前以「川菜翠」和「川菜明子」的身分出道。KAORI.使用「鈴木香織」（鈴木カオリ）的名義出席在歌手及演員界中的活動，為搖滾樂隊「Spunky Strider」的主音，2012年起因患上「痙攣性發聲障礙」和「頸部肌張力障礙話語」，使其休養並暫停樂隊活動。2013年出席了印尼的雅加達 JavaJazz 音樂節的第3天活動（並且於Youtube網路直播）。

## 出演作品
※ 粗字代表主要角色

### 電視動畫
1999年
- D4公主（銀乃翼）

2000年
- 深藍救兵（淺蔥馬林）

2001年
- コスモウォーリアー零（レ・シルビアーナ）
- 神鵰俠侶（陸無雙）
- 最终幻想：無限（阿露）

2002年
- 寵物小精靈超世代（小遙）

2003年
- 星夢美少女（ミロ）
- 週刊寵物小精靈放送局（露力麗）

2006年
- NANA（小松奈奈）
- 新登場!飛天小女警Z（明日香）
- 黑貓（サキ）

2008年
- 神奇寶貝鑽石&珍珠（小遙）*以名義

### 劇場版動畫
- 寵物小精靈劇場版：七夜的許願星（小遙）
- 寵物小精靈劇場版：裂空之訪問者（小遙）
- 寵物小精靈劇場版：夢夢與波導勇者（小遙）
- 寵物小精靈劇場版：寵物小精靈保育家與蒼海的王子（小遙）

### 遊戲
- どきどきポヤッチオ（ルフィー）
- ユア・メモリーズオフ〜Girl's Style〜（月岡海）

### 廣播劇CD
- （ルフィー）
- （ライム）
- （ライム）
- 英雄傳說IV 朱紅的淚（アルチェム）
- 英雄傳說IV 朱紅的淚 第2章（リタ）
- TARAKOぱっぱらパラダイス（ライム）
- （ニーナ）
- （クレール）
- FALCOM SPECIAL BOX '97 MIDORI KAWANA SINGS Ys

### 廣播
- （新潟放送）
- （アシスタント）

## 作品
以下是用單獨名義發表的專輯。由5pb.（Five Recordsレーベル）發行

### 單曲
BLUE BLUE WAVE（2006年10月6日發售）
1. BLUE BLUE WAVE
遊戲《水星領航員》片頭歌
2. 遊戲《水星領航員》片尾歌
3. BLUE BLUE WAVE（off vocal）
4. （off vocal）

（2007年4月25日發售）
1. 動畫《青空下的約定》片頭歌
2. 動畫片尾歌（COVER VERSION）
3. （off vocal）
4. （off vocal）

Tears Infection（2007年10月24日發售）
1. Tears Infection
動畫《Myself ; Yourself》片頭歌
2. Day-break
遊戲《Myself ; Yourself》主題歌
3. Tears Infection（off vocal）
4. Day-break（off vocal）

（2008年2月27日發售）
1. 動畫《AYAKASHI》片尾歌
2. （off vocal）
3. （off vocal）

（2008年4月23日發售）
1. 遊戲《12RIVEN -the Ψcliminal of integral-》片尾歌
2. third bridge
遊戲《12RIVEN -the Ψcliminal of integral-》片頭歌
3. （off vocal）
4. third bridge（off vocal）

### 專輯
re;stratosphere（2007年8月10日發售）
1. 遊戲《青空下的約定》片頭歌
2. BLUE BLUE WAVE
遊戲片頭歌
3. Separate Hearts
遊戲片頭歌
4. little prophet -ambient mix-
遊戲《Remember11 -the age of infinity-》片頭歌（再錄音）
5. -naked mix-
遊戲片頭歌（再錄音）
6. 遊戲《ARIA The NATURAL 〜遠い記憶のミラージュ〜》片尾歌
7. -psycho mix-
遊戲《Ever17 -the out of infinity-》片頭歌（再錄音）
8. 遊戲片頭歌
9. 遊戲片頭歌
10. 動畫《青空下的約定》片頭歌
11. -acoustic mix-
OVA《Memories Off》片尾歌（再錄音）
12. stratosphere

## 外部連結
- KAORI Official Site
- Spunky Strider オフィシャルサイト
- 「re;stratosphere」 CD特設サイト （页面存档备份，存于）
- アニメイトTV アーティストインタビュー KAORI（页面存档备份，存于）